# Alwig
Alwig est un prélat anglo-saxon de la première moitié du VIIIe siècle. Il est évêque de Lindsey de 733 à sa mort, en 750.

## Biographie
Alwig est sacré évêque de Lindsey par l'archevêque de Cantorbéry Tatwine en 733, la même année que l'évêque de Selsey Sigeferth. Son épiscopat dure dix-sept ans et s'achève à sa mort, en 750. C'est son diacre Aldwulf qui est choisi pour lui succéder.
Guillaume de Malmesbury indique qu'il assiste au concile de Clofesho en 747.